# Ene-Margit Tiit

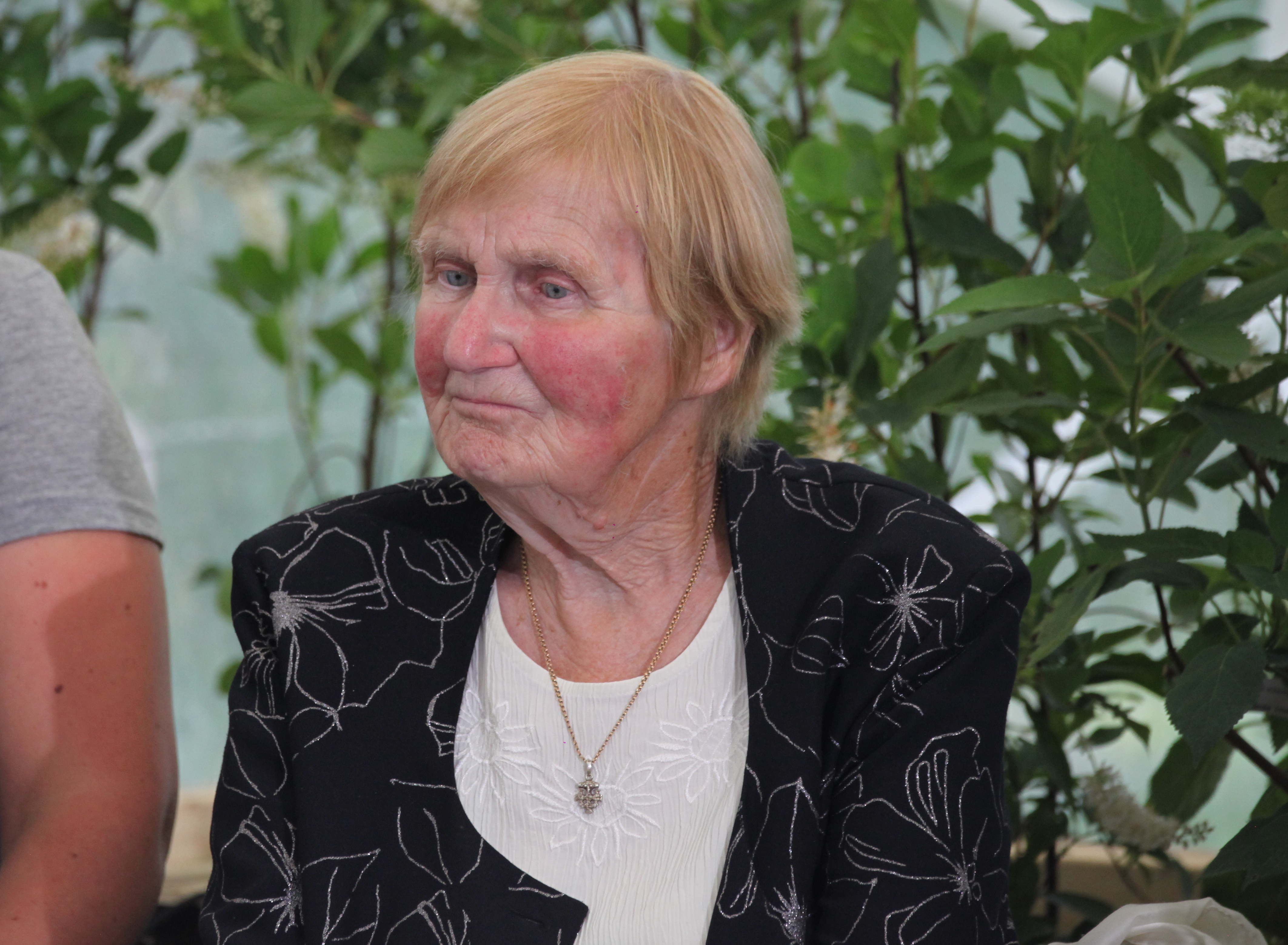
Ene-Margit Tiit (2021)

Ene-Margit Tiit (Tartu, Estonia, 22 de abril de 1934) es una matemática y estadística estonia, presidenta fundadora de la Sociedad Estadística Estonia.

## Infancia y educación
Tiit nació en Tartu el 22 de abril de 1934, hija del matemático estonio Arnold Humal. Asistió al instituto en Tallin y completó sus estudios de grado en 1957 en la Universidad de Tartu, entonces llamada Universidad Estatal de Tartu. Permaneció en la misma universidad durante su doctorado, para el que defendió la tesis Ridade ümberjärjestamisest (Reordenación de series) en 1963, teniendo como supervisor doctoral a Gunnar Kangro.

## Carrera
Tras trabajar brevemente en la Academia Agrícola Estonia, Tiit regresó a la Universidad de Tartu como profesora. Su investigación en Tartu se centró en estadística matemática, ciencias de la población, sociología y antropología. Fue fundadora del Departamento de Estadística de la universidad y su primera profesora permanente. Tras la fundación de la Sociedad Estadística Estonia en septiembre de 1992, poco después de la disolución de la Unión Soviética, Tiit se convirtió en su primera presidenta.
Se jubiló en 1999, pero continuó trabajando como metodóloga para Estadística Estonia.

## Premios y reconocimientos
En 1995, Tiit recibió un doctorado honoris causa de la Universidad de Helsinki. También es miembro de cuarta clase de la Orden de la Estrella Blanca.Es miembro electo del International Statistical Institute.